# دالنبورگ
دالنبورگ (به آلمانی: Dahlenburg) یک منطقهٔ مسکونی در آلمان است که در Dahlenburg واقع شده‌است. دالنبورگ ۳٬۴۴۹ نفر جمعیت دارد.

## خواهرخوانده
شهرهای داماسواوک و Le Molay-Littry خواهرخوانده‌های دالنبورگ هستند.